# 幌加内駅

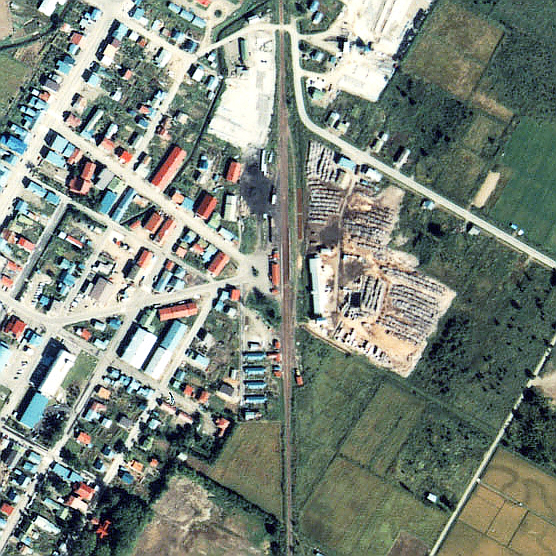
1977年の幌加内駅と周囲約500m範囲。上が朱鞠内方面。副本線側ストックヤードには多くの木材が、また駅横の貨物ホーム付近には石炭が野積みされている。

幌加内駅（ほろかないえき）は、北海道（空知支庁）雨竜郡幌加内町字幌加内にあった北海道旅客鉄道（JR北海道）深名線の駅（廃駅）である。事務管理コードは▲121406。

## 歴史
- 1929年（昭和4年）11月8日 - 鉄道省雨龍線鷹泊 - 当駅間延伸開通に伴い開業[3]。一般駅[1]。
- 1931年（昭和6年）
  - 9月15日 - 当駅 - 添牛内駅間延伸開通に伴い中間駅となる[1]。
  - 10月10日 - 線路名を幌加内線に改称、それに伴い同線の駅となる。
- 1941年（昭和16年）10月10日 - 線路名を深名線に改称、それに伴い同線の駅となる。
- 1949年（昭和24年）6月1日 - 日本国有鉄道に移管。
- 1982年（昭和57年）
  - 3月29日 - 業務委託駅化[4]。
  - 11月1日 - 貨物取扱い廃止[1]。
- 1984年（昭和59年）
  - 2月1日 - 荷物取扱い廃止[1]。
  - 11月10日 -営業無人駅となる[5]。運転業務要員はそのまま配置、乗車券販売は簡易委託化。
- 時期不詳：出札業務を再び直営化。
- 1987年（昭和62年）4月1日 - 国鉄分割民営化によりJR北海道に継承[1]。
- 1991年：キヨスク閉店。
- 1995年（平成7年）9月4日 - 深名線の廃線に伴い廃止となる[1]。
- 2000年（平成12年）3月19日 - 旧駅舎が火災により焼失[6]。

### 駅名の由来
当駅の所在する地名より。地名は、アイヌ語の「ホロカ・ナイ」（後に戻る川）に由来する。付近を流れる幌加内川が、本流である雨竜川が北から南に流れるのに対して逆向きの流路を取っており、遡って山中に行こうとすればかえって遠回りになることから付けられた。
士幌線幌加駅と同じ語源である。

## 駅構造
廃止時点で、相対式ホーム2面2線を有する地上駅で、列車交換可能な交換駅であった。互いのホームは駅舎側ホーム南側と対向側ホーム南側を結んだ構内踏切で連絡した。線路西側の駅舎側ホーム（西側）が下りの1番線、対向側ホーム（東側）が上りの2番線となっていた。そのほか1番線の名寄方から駅舎側に分岐し駅舎北側のホーム切欠き部分の貨物ホームへの貨物側線を1本有していた。かつては対向側ホームは島式ホームで、1983年（昭和58年）時点では外側の1線は側線として残っていた。この側線からは深川方に伸びる行き止まりの短い側線を1線有した。その後1993年（平成5年）までには撤去された。
職員配置駅で、駅舎は木造平屋建てで構内の西側に位置し1番線ホーム中央部分に接していた。開業時は北母子里駅舎より若干大きい程度であったが、1956年（昭和31年）まで（時期不詳）に増改築されている。その後も改修されており、外壁は防水ベニヤ張りであった。1983年（昭和58年）時点では駅舎内に売店を有したが、1991年（平成3年）に撤退した。
駅前広場には大きな庭石を配した築山と、「歓迎 幌加内町」と書かれた幌加内町開基70周年記念塔が設置されていた。

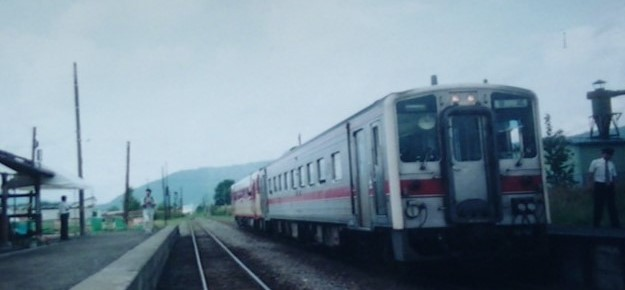
当駅構内 （奥は朱鞠内方面。1995年8月）
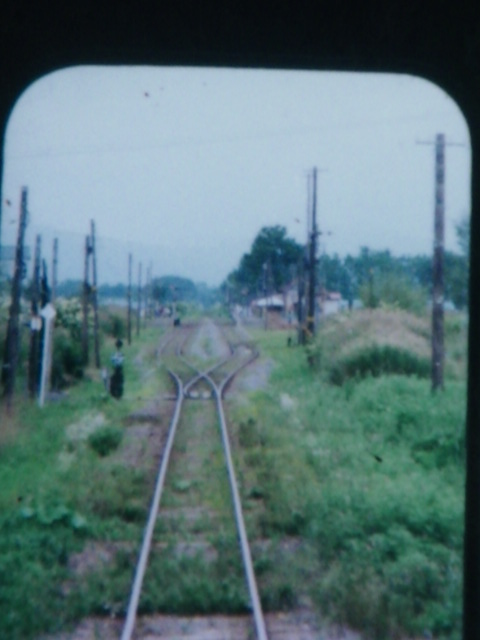
当駅構内を車窓から望む （奥は深川方面。1995年8月）

## 利用状況
- 1981年度（昭和56年度）の1日乗降客数は151人[8]。
- 1992年度（平成4年度）の1日乗降客数は42人[7]。

## 駅周辺
- 国道275号（空知国道）
- 北海道道48号和寒幌加内線
- 北海道道126号小平幌加内線
- 北海道道373号幌加内停車場線
- 幌加内町役場
- 士別警察署幌加内駐在所
- 幌加内郵便局
- 幌加内小学校
- 幌加内中学校
- 北海道幌加内高等学校
- 幌加内交流プラザ - 幌加内町により建築された公共施設。館内2階に1998年（平成10年）、「旧JR深名線資料室」が開設され、駅名標、閉塞器、腕木式信号機、レール、備品、映像ビデオ、透過写真パネル、鉄道模型レイアウトなどが保存・展示されている[10]。
- 国設ほろたちスキー場
- 北空知信用金庫幌加内支店
- きたそらち農業協同組合（JAきたそらち）幌加内支所
- 雨煙内貯水池 - 駅から東に約2.7km[8]。
- 雨煙内ダム
- 雨竜川[11]
- 辺乙部山 - 駅の東。標高532m[11]。
- ジェイ・アール北海道バス深名線「幌加内」停留所 - 幌加内交流プラザ内にある。

## 駅跡
廃駅後も駅舎は現役当時そのままに残され地域の集会所及びバス待合所として再利用されていたが、2000年（平成12年）3月19日に発生した火災により焼失した。その後は駅前ロータリーと下りホームが残されていたが、2002年（平成14年）に道路工事のため全て姿を消した。2011年（平成23年）現在、駅跡に「JR深名線 幌加内駅跡」と彫られた庭石と線路によるモニュメントが設置されている。

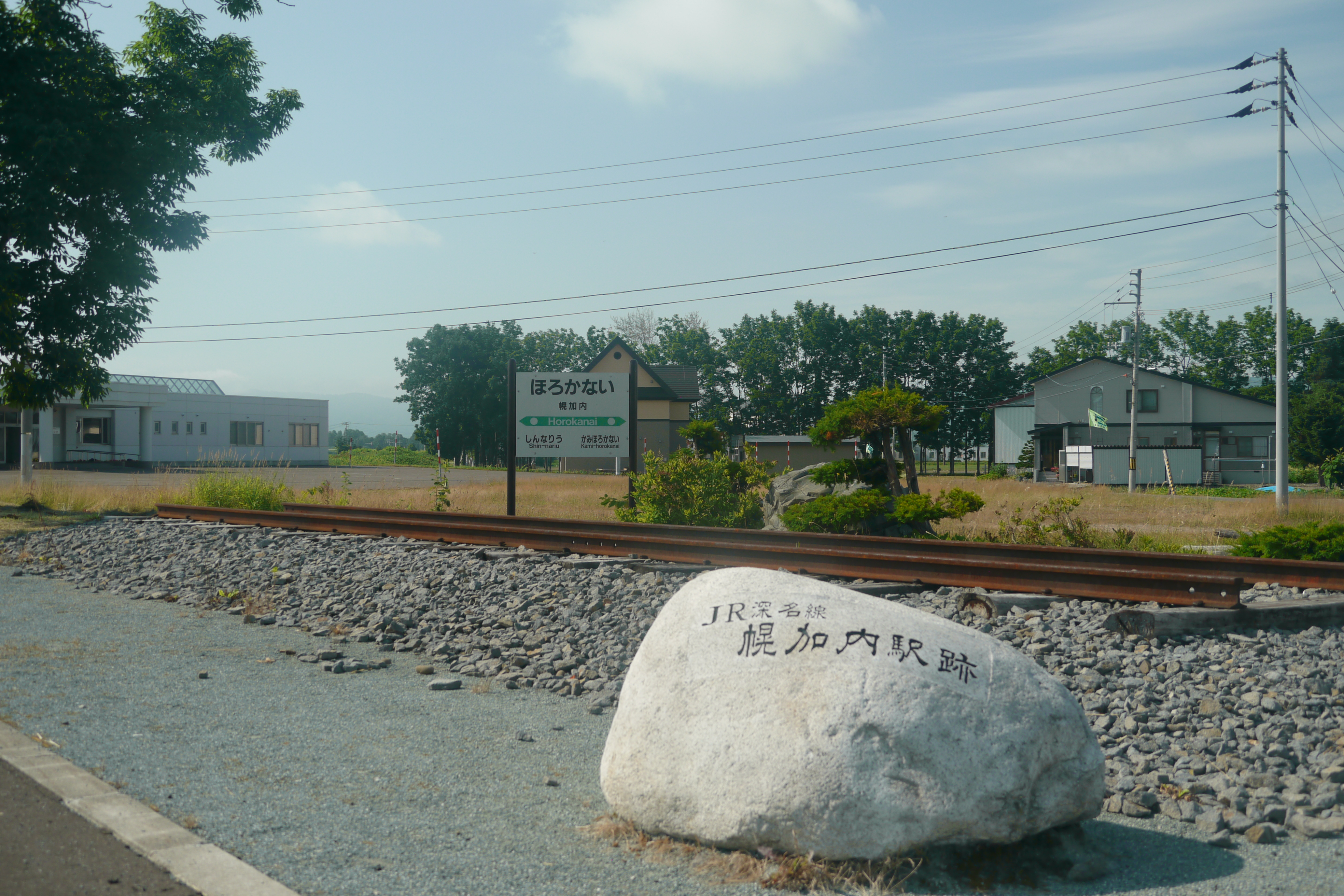
駅跡のモニュメント（2011年8月）
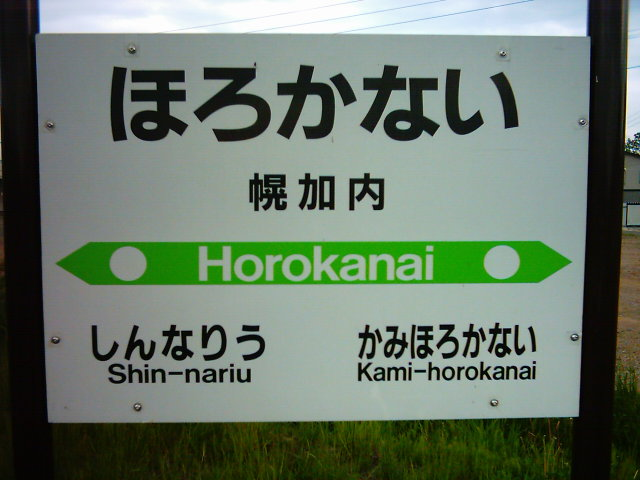
現役時代の駅名標が残る（2004年6月14日）

## 隣の駅
北海道旅客鉄道
深名線
新成生駅 - 幌加内駅 - 上幌加内駅